# Elwood (Kansas)
Elwood è un comune degli Stati Uniti d'America, situato nello Stato del Kansas, nella Contea di Doniphan.